# Арима (Сирия)
Арима (араб. العريمة‎; курд. Erîma) — город расположенный в районе Эль-Баб, мухафазы Халеб, Сирия.

## География
Город находится в районе Эль-Баб, к северо-востоку от центра района, города Эль-Баб, к северо-востоку от городов Кабасин и Бизаа и к западу от города Манбидж.